# 시모오노촌 (아키타현)
시모오노촌(下大野村)은 아키타현 기타아키타군에 있던 촌이다.

## 역사
- 1892년 4월 11일 - 오노촌의 분립에 의해 시모오노촌이 성립하였다.
- 1955년 3월 31일 - 가미오노촌, 오치아이촌,시모코아니촌과 합병해 아이카와정이 성립해, 동일 시모오노촌은 폐지되었다.